# クリスマスハム

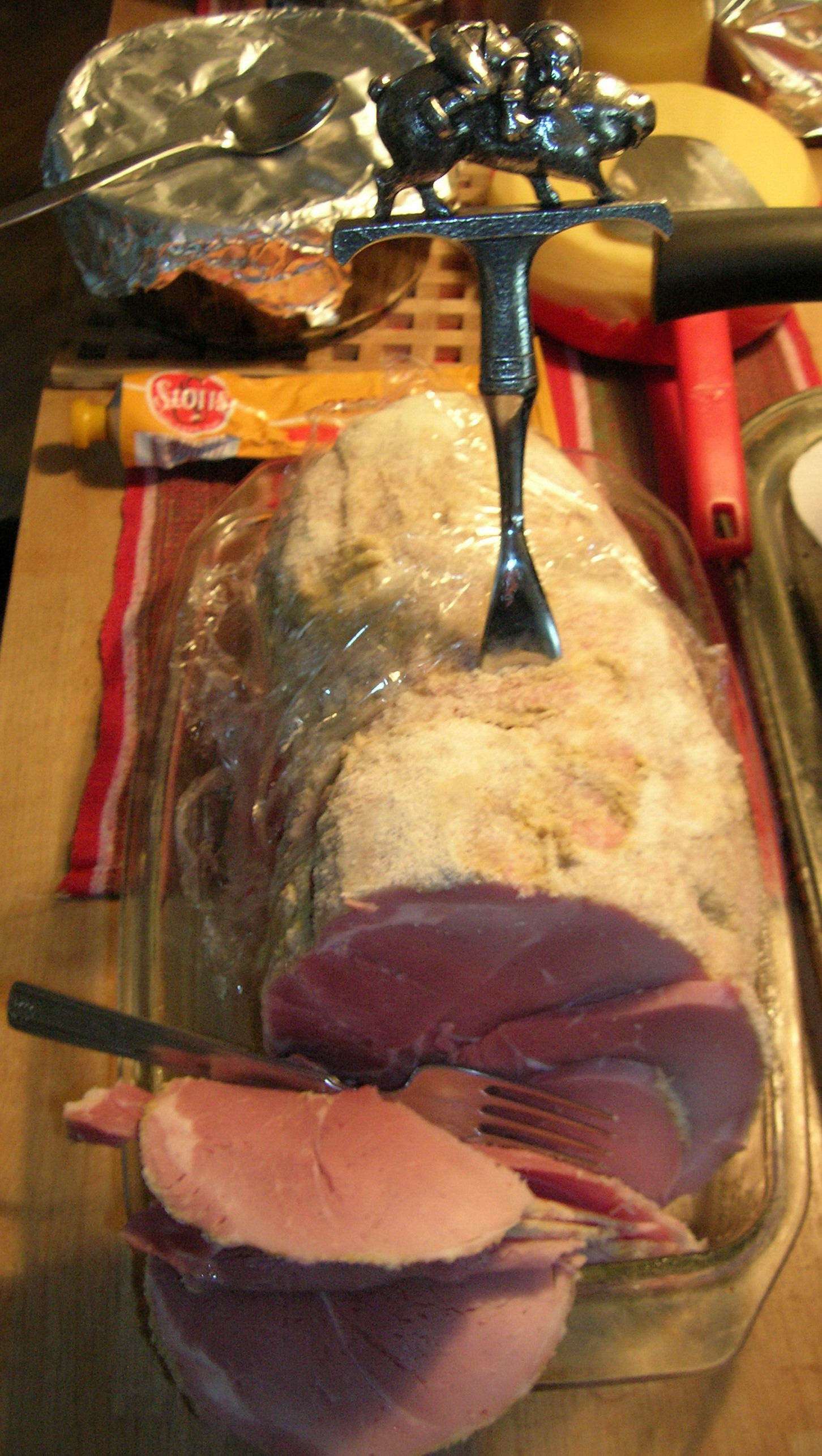
スウェーデン料理の伝統的なクリスマスハム

クリスマスハム（英: Christmas ham）、またはユールハム（英: Yule ham）とは、北欧やアングロサクソン系国家、あるいはその旧植民地において、クリスマスの日の夕食やユールの時期の食卓でしばしば出されるハムである 。その調理法は、地域や時代によって大きく異なる。
ハムを食べる習慣は、キリスト教以前のゲルマン人が収穫祭の際に女神フレイヤにソナルゴルトルと呼ばれるイノシシを生け贄として捧げる儀式から発展したものと考えられている   。この伝統がキリスト教徒によって取り入れられたのは、聖ステファノの日に由来する。

## スウェーデン
スウェーデンでは伝統的に、クリスマスにはユールボードと呼ばれる特別なスモーガスボード（スウェーデン式バイキング）が供される。そのランチョンミート料理の目玉となるのが大きなクリスマスハムである。このハムは、茹でたり焼いたりした生ハムを、卵とパン粉とマスタードを混ぜたものでコーティングし、オーブンでこんがり焼いて作られる 。

## アメリカ
米国では、ハムの作り方はさまざまで、特に地域柄や家庭ごとの習慣によって異なることが多い。詰め物をしたハムはメリーランド州南部、特にセントメアリーズ郡で一般的であり、ケールやキャベツなどの野菜をコンビーフ状のハムに詰めるのが伝統的な食べ方である。この伝統は少なくとも200年前からこの地域に根付いている。 また、ケンタッキー州でも同じようなハムが作られる  。さらに米国南部には黒糖でアイシングしたハムを用意する伝統がある。  アメリカ人は年末年始前後に総計1億4400万kgものハムを購入すると見積もられており、その量はクリスマス時に食す七面鳥と同程度である  。

## オーストラリア

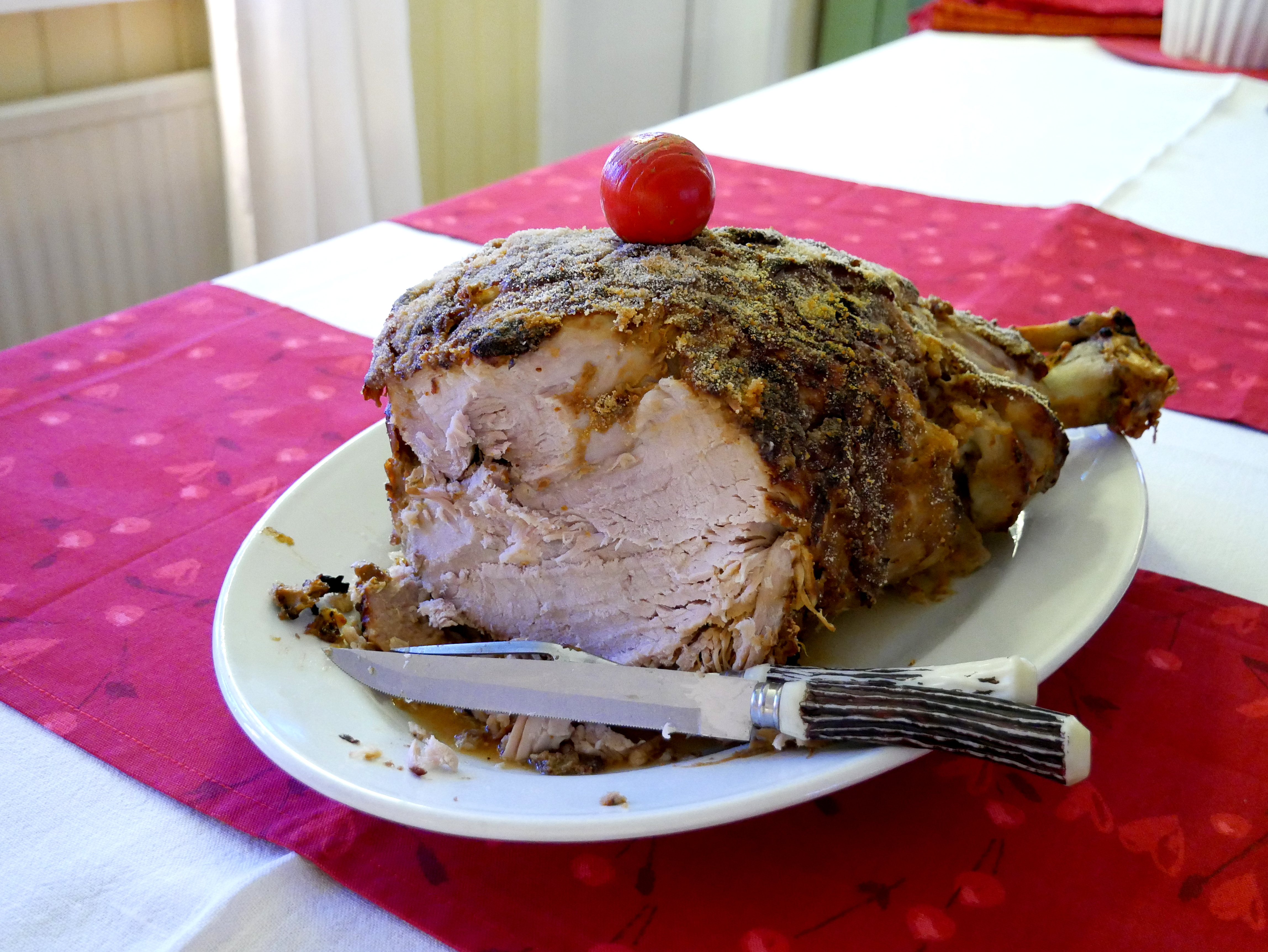
フィンランドのクリスマスハム

オーストラリアにおいてもクリスマスにほとんどの家庭の食卓に並ぶ伝統的なオーストラリア料理であり、ハムは、オーストラリア全土でさまざまな方法で調理され、多くの家庭で特別な食材が加えられ、クリスマスの食事においては欠かせない食材である 。
南半球に位置するオーストラリアのクリスマスは夏の初めにやってくるため、伝統的な温かいローストディナーを出す者は少なく、代わりに冷たい七面鳥やハム、シーフード、サラダなどを出す  。クリスマスハムの残り物は、夏が終わるとスープなど他の料理を作るためによく冷凍される。

## フィリピン
フィリピン国内や、フィリピン系アメリカ人などフィリピンに民族的ルーツを有する集団では、クリスマスを祝うためにハムが用意される。このハムは、スペイン語で「ハム」を意味する「jamón（ハモン）」にちなんで「hamón（ハモン）」と呼ばれており、金柑やライムなどの果汁に浸して食べることもある 。クリスマスハムは、豚肉を使ったフィリピン料理のハモナドに似ており、これもクリスマスの時期にも食されるが、あくまでこれらは別物である。